# 2-甲氧基-5-硝基苯胺
2-甲氧基-5-硝基苯胺是一种含氮有机化合物，化学式O
2NC
6H
3(OCH
3)NH
2，是甲氧基硝基苯胺的同分异构体之一，有致癌性，属于《加州65号提案》管控物质。